# Patric Zimmerman
Patric "Pat" Laine Zimmerman (né le 10 octobre 1954 à Los Angeles) est un acteur américain spécialisé dans le doublage.
Il est connu pour avoir prêté sa voix à Revolver Ocelot dans Metal Gear Solid (version américaine uniquement), Metal Gear Solid: The Twin Snakes, Metal Gear Solid 2: Sons Of Liberty et Metal Gear Solid 4: Guns of the Patriots (versions américaine et européenne)